# Manfred Müller (Fußballspieler, 1939)
Manfred Müller (* 11. September 1939 in Neustadt) ist ein ehemaliger Fußballspieler und Fußballtrainer in der DDR. Für den ASK/FC Vorwärts Berlin spielte er in der Oberliga, der höchsten DDR-Fußballklasse. Er wurde dreimal Meister und einmal Pokalsieger. Als Trainer war er nur bei Zweitligamannschaften tätig.

## Fußball-Laufbahn

### Spieler
Im Alter von 18 Jahren wechselte Müller, von Beruf Landmaschinenschlosser, von der Betriebssportgemeinschaft (BSG) Traktor in Malchin zur Armeesportgemeinschaft Vorwärts Neubrandenburg. 1960 stieg er mit der Armeemannschaft in die zweitklassige I. DDR-Liga auf, in der er noch bis zum Ende 1961 spielte und zuletzt Mannschaftskapitän war. Am 29. Juni 1960 bestritt er mit der DDR-Nachwuchsnationalmannschaft ein Länderspiel. Beim 5:3-Sieg gegen Norwegen wurde er als rechter Verteidiger eingesetzt. Anfang 1962 wurde Müller zum Spitzenklub der Armeesportvereinigung, dem Oberligisten ASK Vorwärts Berlin, delegiert, spielte dort aber zunächst nur in der Reservemannschaft. Erst am letzten Spieltag der Hinrunde der Saison 1962/63 bestritt Müller sein erstes Oberligaspiel. In der Begegnung ASK Vorwärts – SC Wismut Karl-Marx-Stadt wurde er als Mittelfeldspieler eingesetzt. Auch danach musste er sich weiter mit der Rolle eines Ersatzspielers begnügen, in den Spielzeiten 1962/63 und 1963/64 kam er jeweils nur in sechs Punktspielen der Oberligamannschaft zum Einsatz. 1964/65 kam er zu seinem ersten Titelgewinn, als der ASK zum vierten Mal die DDR-Fußballmeisterschaft gewann. Allerdings hatte Müller nur in elf der 26 Punktspiele mitgewirkt. Im Jahr darauf verteidigte der ASK seinen Titel, an dem Müller mit 14 Punktspielen beteiligt war. Erstmals in der Saison 1967/68 gehörte Müller mit 22 Punktspieleinsätzen zum Stammaufgebot der Vorwärtsmannschaft, die seit 1966 als Fußballklub antrat. Vom 5. Spieltag an bestritt er alle Oberligaspiele und löste auf der rechten Verteidigungsseite Werner Unger ab. 1968/69 und 1969/70 bestritt Müller alle 26 Punktspiele, wurde 1969 zum dritten Mal Meister und 1970 Pokalsieger. Beim 4:2-Endspielsieg über den 1. FC Lok Leipzig am 13. Juni 1970 stand er als zentraler Abwehrspieler in der Vorwärtsmannschaft. Seine letzte Spielzeit als Stammspieler bestritt Müller 1970/71, als er noch einmal 22 Punktspiele in der Abwehr absolvierte. In der Saison 1971/72 kam er nur noch siebenmal in der Oberliga zum Einsatz, am 2. Januar 1972 bestritt er als linker Verteidiger in der Begegnung des 13. Spieltages Wismut Aue – FC Vorwärts (0:0) sein letztes Oberligaspiel. Es war sein 153. Punktspiel innerhalb von zehn Spielzeiten. Daneben bestritt er auch noch 13 Europapokalspiele, in denen er im Gegensatz zur Oberliga mit zwei Treffern auch als Torschütze zum Zuge kam.

### Trainer
Nach dem Ende seiner Fußballspielerkarriere kehrte Müller zu seiner früheren Gemeinschaft, der ASG Vorwärts Neubrandenburg, zurück und übernahm dort das Training der zweitklassigen DDR-Ligamannschaft. Mit ihr wurde er 1978 und 1984 Staffelsieger. Nach dem ersten Staffelsieg verpasste seine Mannschaft als Vierter der Aufstiegsrunde den Sprung in die Oberliga, nach dem Staffelsieg 1984 wurde Vorwärts Neubrandenburg ein Opfer der Neustrukturierung in der Armeesportvereinigung, wurde aufgelöst und nahm nicht mehr an der Aufstiegsrunde teil. Müller, seit 1962 Armeeangehöriger und zuletzt im Offiziersrang wurde aus dem Militärdienst entlassen. Er wechselte zu Beginn der Saison 1984/85 zum bisherigen Orts- und Ligarivalen BSG Post Neubrandenburg, wo er bis 1987 die DDR-Liga-Mannschaft trainierte. Nachdem er die Mannschaft als Tabellendritter übernommen hatte, rutschten die Mecklenburger in den folgenden Jahren immer weiter in den Tabellenkeller. Als die Mannschaft die Saison 1986/87 mit Platz 15, einen Rang vor den Abstiegsplätzen, abgeschlossen hatte, wurde Müller entlassen. 